# Светско првенство у фудбалу 2010.
Светско првенство у фудбалу 2010. (службени назив: 2010 FIFA World Cup South Africa) је било 19. по реду светско фудбалско првенство, и одржано је у Јужноафричкој Републици. Првенство је почело 11. јуна 2010. и завршило се 11. јула исте године. Завршни турнир у Јужној Африци је кулминација квалификационог процеса који је почео августа 2007. и укључивао је 204 од укупно 208 ФИФА националних тимова. Ово је први пут да је домаћин турнира једна афричка земља.
Шпанија је победила на турниру, победивши у финалу Холандију са 1:0, голом Андреса Инијесте четири минута пре краја другог продужетка. Овој је прва титула Шпаније, а Шпанија је такође постала први европски тим који је освојио титулу изван Европе.
Домаћин Јужна Африка, као и бивши првак Италија и бивши вицепрвак Француска су елиминисани већ у првом колу такмичења. Нови Зеланд је била једина непоражена екипа, одигравши у групној фази три пута нерешено.

## Избор домаћина
Након што је у октобру 2007. донесено ново правило да при избору домаћина долази до ротација међу континенталним конфедерацијама, одлучено је да ће континент-домаћин Светског првенства 2010. бити Африка. ФИФА је примила четири понуде за организацију:
- Египат
- Либија /  Тунис
- Мароко
- Јужноафричка Република

Након што је ФИФА донела одлуку да једно првенство неће бити организовано од стране две државе, Тунис се повукао, а тиме је отпала и Либија јер сама није задовољавала услове за домаћинство.
Након што су обзнањена коначна три предлога, ФИФА-ина комисија је гласала и то овако:
| Резултати гласања      | Резултати гласања |
| Држава                 | Гласова           |
| ---------------------- | ----------------- |
| Јужноафричка Република | 14                |
| Мароко                 | 10                |
| Египат                 | 0                 |

## Квалификације
Италија се није директно квалификовала као актуелни првак, већ је учествовала у квалификацијама. Једини директни учесник је домаћин Јужна Африка.
| Регион                              | Квалификације                     |
| ----------------------------------- | --------------------------------- |
| Европа                              | 13 од 53                          |
| Јужна Америка                       | 5 од 10                           |
| Северна, Централна Америка и Кариби | 3 од 35                           |
| Азија                               | 4 од 43                           |
| Африка                              | 6 од 53 (укључујући Јужну Африку) |
| Океанија                            | 1 од 10                           |

### Репрезентације које су се квалификовале
На Светском првенству 2010. су укупно учествовале 32 земље а то су:
| Азија (4) - Аустралија - Јапан - Јужна Кореја - Северна Кореја Африка (6) - Алжир - Гана - Јужна Африка (домаћин) - Камерун - Нигерија - Обала Слоноваче | Северна Америка, Средња Америка и Кариби (3) - Мексико - Сједињене Државе - Хондурас Јужна Америка (5) - Аргентина - Бразил - Парагвај - Уругвај - Чиле Океанија (1) - Нови Зеланд | Европа (13) - Грчка - Данска - Енглеска - Италија - Немачка - Португал - Словачка - Словенија - Србија - Француска - Холандија - Швајцарска - Шпанија |

## Судије
ФИФА је изабрала следеће судије за Светско првенство у фудбалу 2010:
| АФК Халил Ал Гамди Равшан Ирматов Субкидин Мод Сале Јуичи Нишимура КОНКАКАФ Жоел Агилар Бенито Арчундија Карлос Батрес Марко Антонио Родригез КОНМЕБОЛ Хектор Балдаси Хорхе Ларионда Пабло Позо Оскар Руиз Карлос Симон Мартин Васкез | КАФ Коман Кулибали Џером Дејмон Еди Маилет ОФК Мајкл Хестер Питер О’Лири УЕФА Олегарио Бенкуеренка Масимо Бусака Франк де Блекер Мартин Хансон Виктор Кашаји Стефане Ланои Роберто Росети Волфганг Штарк Алберто Ундиано Маленко Хауард Веб |

## Спонзори
Поред сталних ФИФА партнера (Adidas, Coca-Cola, Emirates Airline, Hyundai Kia Automotive Group, Sony и VISA), првенство има још шест спонзора ФИФА (Budweiser, Castrol, Continental, McDonald’s, MTN и Satyam) и шест националних спонзора из Јужноафричке Републике, BP, First National Bank, Neo Africa, Prasa и Telkom.

## Наградни фонд
Укупан наградни фонд Светског првенства 2010. је 420 милиона долара, што је 60% више од претходног Светског првенства 2006. у Немачкој. Пре турнира завршног турнира, сваки учесник је добио по милион долара за трошкове припрема. Сваки тим који је турнир завршио у групној фази је добио по 8 милиона долара, док су они који су прошли даље награде делили у зависности од пласмана:
- 9 милиона $ - Осмина финала
- 18 милиона $ - Четвртфинале
- 20 милиона $ - Полуфинале
- 24 милиона $ - Треће место
- 30 милиона $ - Првак

## Званична лопта
Званична лопта Светског првенства 2010. је названа Јабулани, а производи је фирма Адидас. Реч јабулани на Зулу језику значи „доноси радост свима“. Број једанаест игра важну улогу у новој технолошки напредној лопти: то је једанаеста лопта за Светско првенство направљена од Немачких спортских произвођача; на њој се налази једанаест боја, по једна за сваког играча на терену; постоји укупно једанаест званичних језика Јужноафричке Републике. Турнир је такође почео 11. дана јуна, а завршио се 11. дана јула. Лопта се производи у Кини.

## Маскота
Званична маскота Светског првенства у Јужној Африци 2010. је леопард Закуми. Са зеленом косом и златном бојом коже подсећа на националне боје домаћина. Његово име потиче од речи „ЗА“ што представља ISO код за Јужну Африку и „куми“ што на више језика значи десет. Маскота је први пут представљена 22. септембра 2008. године.
Андриес Одендал из Кејптауна је створио оригинални дизајн карактера. Закумијев званичан мото је: Закумијева игра је фер-плеј (Zakumi's game is Fair Play). Мото је виђен у дигиталним огласима током Купа конфедерација 2009. и користио се и на Светском првенству 2010.

## Стадиони
Званични списак од десет стадиона, од првобитно најављених тринаест 2005. године, на којима су се играле утакмице Светског првенства 2010. су званично објављени од стране ФИФА 17. марта 2006. а то су следећи стадиони.
| Јоханезбург                | Дурбан                                                                                 | Кејптаун                   |
| -------------------------- | -------------------------------------------------------------------------------------- | -------------------------- |
| Сокер сити                 | Стадион Мозес Мабида                                                                   | Стадион Кејптаун           |
| Капацитет: 94.700          | Капацитет: 70.000                                                                      | Капацитет: 69.070          |
|                            |                                                                                        |                            |
| Јоханезбург                | Дурбан Гебеха Рустенбург Мбомбела Преторија Блумфонтејн Јоханезбург Кејптаун Полокване | Преторија                  |
| Елис парк                  | Дурбан Гебеха Рустенбург Мбомбела Преторија Блумфонтејн Јоханезбург Кејптаун Полокване | Стадион Лофтус Версфелд    |
| Капацитет: 62.576          | Дурбан Гебеха Рустенбург Мбомбела Преторија Блумфонтејн Јоханезбург Кејптаун Полокване | Капацитет: 51.760          |
|                            | Дурбан Гебеха Рустенбург Мбомбела Преторија Блумфонтејн Јоханезбург Кејптаун Полокване |                            |
| Гебеха                     | Дурбан Гебеха Рустенбург Мбомбела Преторија Блумфонтејн Јоханезбург Кејптаун Полокване | Блумфонтејн                |
| Стадион Нелсон Мандела Беј | Дурбан Гебеха Рустенбург Мбомбела Преторија Блумфонтејн Јоханезбург Кејптаун Полокване | Стадион Фри Стејт          |
| Капацитет: 48.000          | Дурбан Гебеха Рустенбург Мбомбела Преторија Блумфонтејн Јоханезбург Кејптаун Полокване | Капацитет: 48.070          |
|                            | Дурбан Гебеха Рустенбург Мбомбела Преторија Блумфонтејн Јоханезбург Кејптаун Полокване |                            |
| Мбомбела                   | Полокване                                                                              | Рустенбург                 |
| Стадион Мбомбела           | Стадион Питер Мокаба                                                                   | Краљевски стадион Бафокенг |
| Капацитет: 44.000          | Капацитет: 46.000                                                                      | Капацитет: 42.000          |
|                            |                                                                                        |                            |

## Жреб
Жреб је одржан 2. децембра 2009. године. Извршни одбор ФИФА је одлучио да жреб група на првенству буде одређен по територијалном принципу.
Репрезентације су разврстане по географским и такмичарским зонама и осим за европске селекције онемогућено да се у истој групи нађу две репрезентације из исте зоне. Слично је било и на претходном светском првенству 2006. године.
Одлука је била очекивана, међутим направљене су две промене у односу на правила која су претходно важила. Прва промене је козметичка. „Шерири“ су били измешани тако да је европска група са ранијег броја два премештена на четири. из разлога да „Стари континент“ не би био превише маркетиншки фаворизован. Међу носиоцима група који су били у првом шеширу је било пет европских репрезентација и ФИФА није желела да, сврставањем осам преосталих из Европе у други шешир, очигледно нагласи одакле долази већина најквалитетнијих тимова.
Друга промена је задовољила Холандију, а узнемирила Француску. Организатори жреба су нагласили да су групу носилаца одредили на основу последње ранг листе ФИФА, уз уступак да прву позицију добије домаћин Јужна Африка. Листа, међутим, није доследно примењена. Да је било по листи Француска би била међу носиоцима, али Извршни одбор ФИФА је имао у виду да је Француска на првенство дошла кроз бараж и предност је добила Холандија као најуспешнија репрезентација у квалификацијама са свим победама усвојој квалификационој групи.
Распоред шешира је био следећи
- 1. Носиоци група са фиксираним носиоцем А групе, Јужном Африком
- 2. Азија/Океанија/Северна, Централна Америка и Кариби
- 3. Африка и Јужна Америка
- 4. Европа

| Шешир 1 - Јужна Африка (А1) - Бразил - Шпанија - Холандија - Италија - Немачка - Аргентина - Енглеска | Шешир 2 - Јапан - Јужна Кореја - Северна Кореја - Аустралија - Нови Зеланд - Хондурас - Мексико - Сједињене Државе | Шешир 3 - Алжир - Камерун - Обала Слоноваче - Гана - Нигерија - Чиле - Парагвај - Уругвај | Шешир 4 - Данска - Француска - Грчка - Португал - Србија - Словачка - Словенија - Швајцарска |  |

## Такмичење по групама
| Група А Група Б Група Ц Група Д | Група Е Група Ф Група Г Група Х |

### Група А
|    | Табела групе А | И | Д | Н | И | ДГ | ПГ | ГР | Бод. |
| -- | -------------- | - | - | - | - | -- | -- | -- | ---- |
| 1. | Уругвај        | 3 | 2 | 1 | 0 | 4  | 0  | +4 | 7    |
| 2. | Мексико        | 3 | 1 | 1 | 1 | 3  | 2  | +1 | 4    |
| 3. | Јужна Африка   | 3 | 1 | 1 | 1 | 3  | 5  | -2 | 4    |
| 4. | Француска      | 3 | 0 | 1 | 2 | 1  | 4  | -3 | 1    |

| Јужна Африка | 1:1      | Мексико    |
| ------------ | -------- | ---------- |
| Шабалала 55’ | Извештај | Маркез 79’ |

| Уругвај | 0:0      | Француска |
| ------- | -------- | --------- |
|         | Извештај |           |

| Јужна Африка | 0:3        | Уругвај                                |
| ------------ | ---------- | -------------------------------------- |
|              | (извештај) | Форлан 24’, 80’ (пен.) · Переира 90+5’ |

| Француска | 0:2        | Мексико                                 |
| --------- | ---------- | --------------------------------------- |
|           | (извештај) | Ернандез 64’ (пен.) · Бланко 79’ (пен.) |

| Мексико | 0:1        | Уругвај    |
| ------- | ---------- | ---------- |
|         | (извештај) | Суарез 43’ |

| Француска  | 1:2        | Јужна Африка           |
| ---------- | ---------- | ---------------------- |
| Малуда 70’ | (извештај) | Кумало 20’ · Мфела 37’ |

### Група Б
|    | Табела групе Б | И | Д | Н | И | ДГ | ПГ | ГР | Бод. |
| -- | -------------- | - | - | - | - | -- | -- | -- | ---- |
| 1. | Аргентина      | 3 | 3 | 0 | 0 | 7  | 1  | +6 | 9    |
| 2. | Јужна Кореја   | 3 | 1 | 1 | 1 | 5  | 6  | -1 | 4    |
| 3. | Грчка          | 3 | 1 | 0 | 2 | 2  | 5  | -3 | 3    |
| 4. | Нигерија       | 3 | 0 | 1 | 2 | 3  | 5  | -2 | 1    |

| Јужна Кореја                     | 2:0      | Грчка |
| -------------------------------- | -------- | ----- |
| Ли Јунг-Су 7’ · Парк Ји-Сунг 52’ | Извештај |       |

| Аргентина | 1:0      | Нигерија |
| --------- | -------- | -------- |
| Хајнце 6’ | Извештај |          |

| Аргентина                               | 4:1        | Јужна Кореја |
| --------------------------------------- | ---------- | ------------ |
| Парк 17’ (а. г.) · Игваин 33’, 76’, 80’ | (извештај) | Ли 45+1’     |

| Грчка                           | 2:1        | Нигерија |
| ------------------------------- | ---------- | -------- |
| Салпингидис 44’ · Торосидис 71’ | (извештај) | Уче 16’  |

| Нигерија                    | 2:2        | Јужна Кореја      |
| --------------------------- | ---------- | ----------------- |
| Уче 12’ · Јакубу 69’ (пен.) | (извештај) | Ли 38’ · Парк 49’ |

| Грчка | 0:2        | Аргентина                   |
| ----- | ---------- | --------------------------- |
|       | (извештај) | Демикелис 77’ · Палермо 89’ |

### Група Ц
|    | Табела групе Ц | И | Д | Н | И | ДГ | ПГ | ГР | Бод. |
| -- | -------------- | - | - | - | - | -- | -- | -- | ---- |
| 1. | САД            | 3 | 1 | 2 | 0 | 4  | 3  | +1 | 5    |
| 2. | Енглеска       | 3 | 1 | 2 | 0 | 2  | 1  | +1 | 5    |
| 3. | Словенија      | 3 | 1 | 1 | 1 | 3  | 3  | 0  | 4    |
| 4. | Алжир          | 3 | 0 | 1 | 2 | 0  | 2  | -2 | 1    |

| Енглеска  | 1:1        | Сједињене Државе |
| --------- | ---------- | ---------------- |
| Џерард 4’ | (извештај) | Демпси 40’       |

| Алжир | 0:1        | Словенија |
| ----- | ---------- | --------- |
|       | (извештај) | Корен 79’ |

| Словенија                  | 2:2        | Сједињене Државе         |
| -------------------------- | ---------- | ------------------------ |
| Бирса 13’ · Љубијанкич 42’ | (извештај) | Донован 48’ · Бредли 82’ |

| Енглеска | 0:0        | Алжир |
| -------- | ---------- | ----- |
|          | (извештај) |       |

| Словенија | 0:1        | Енглеска |
| --------- | ---------- | -------- |
|           | (извештај) | Дефо 23’ |

| Сједињене Државе | 1:0        | Алжир |
| ---------------- | ---------- | ----- |
| Донован 90+1’    | (извештај) |       |

### Група Д
|    | Табела групе Д | И | Д | Н | И | ДГ | ПГ | ГР | Бод. |
| -- | -------------- | - | - | - | - | -- | -- | -- | ---- |
| 1. | Немачка        | 3 | 2 | 0 | 1 | 5  | 1  | +4 | 6    |
| 2. | Гана           | 3 | 1 | 1 | 1 | 2  | 2  | 0  | 4    |
| 3. | Аустралија     | 3 | 1 | 1 | 1 | 3  | 6  | -3 | 4    |
| 4. | Србија         | 3 | 1 | 0 | 2 | 2  | 3  | -1 | 3    |

| Србија | 0:1        | Гана            |
| ------ | ---------- | --------------- |
|        | (извештај) | Гијан 85’ (пен) |

| Немачка                                         | 4:0        | Аустралија |
| ----------------------------------------------- | ---------- | ---------- |
| Подолски 8’ · Клозе 26’ · Милер 68’ · Какау 70’ | (извештај) |            |

| Немачка | 0:1        | Србија      |
| ------- | ---------- | ----------- |
|         | (извештај) | Вучинић 38’ |

| Гана             | 1:1        | Аустралија |
| ---------------- | ---------- | ---------- |
| Гијан 25’ (пен.) | (извештај) | Холман 11’ |

| Гана | 0:1        | Немачка  |
| ---- | ---------- | -------- |
|      | (извештај) | Езил 60’ |

| Аустралија             | 2:1        | Србија       |
| ---------------------- | ---------- | ------------ |
| Кахил 69’ · Холман 73’ | (извештај) | Пантелић 84’ |

### Група Е
|    | Табела групе Е | И | Д | Н | И | ДГ | ПГ | ГР | Бод. |
| -- | -------------- | - | - | - | - | -- | -- | -- | ---- |
| 1. | Холандија      | 3 | 3 | 0 | 0 | 5  | 1  | +4 | 9    |
| 2. | Јапан          | 3 | 2 | 0 | 1 | 4  | 2  | +2 | 6    |
| 3. | Данска         | 3 | 1 | 0 | 2 | 3  | 6  | -3 | 3    |
| 4. | Камерун        | 3 | 0 | 0 | 3 | 2  | 5  | -3 | 0    |

| Холандија                   | 2:0        | Данска |
| --------------------------- | ---------- | ------ |
| Агер 46’ (а. г.) · Којт 85’ | (извештај) |        |

| Јапан     | 1:0        | Камерун |
| --------- | ---------- | ------- |
| Хонда 39’ | (извештај) |         |

| Холандија   | 1:0        | Јапан |
| ----------- | ---------- | ----- |
| Снајдер 53’ | (извештај) |       |

| Камерун | 1:2        | Данска                     |
| ------- | ---------- | -------------------------- |
| Ето 10’ | (извештај) | Бендтнер 33’ · Ромедал 61’ |

| Данска      | 1:3        | Јапан                              |
| ----------- | ---------- | ---------------------------------- |
| Томасон 81’ | (извештај) | Хонда 17’ · Ендо 30’ · Оказаки 87’ |

| Камерун        | 1:2        | Холандија                |
| -------------- | ---------- | ------------------------ |
| Ето 65’ (пен.) | (извештај) | Робин 36’ · Хунтелар 83’ |

### Група Ф
|    | Табела групе Ф | И | Д | Н | И | ДГ | ПГ | ГР | Бод. |
| -- | -------------- | - | - | - | - | -- | -- | -- | ---- |
| 1. | Парагвај       | 3 | 1 | 2 | 0 | 3  | 1  | +2 | 5    |
| 2. | Словачка       | 3 | 1 | 1 | 1 | 4  | 5  | -1 | 4    |
| 3. | Нови Зеланд    | 3 | 0 | 3 | 0 | 2  | 2  | 0  | 3    |
| 4. | Италија        | 3 | 0 | 2 | 1 | 4  | 5  | -1 | 2    |

| Италија     | 1:1        | Парагвај    |
| ----------- | ---------- | ----------- |
| Де Роси 63’ | (извештај) | Алкараз 39’ |

| Нови Зеланд | 1:1        | Словачка  |
| ----------- | ---------- | --------- |
| Рид 90+3’   | (извештај) | Витек 50’ |

| Словачка | 0:2        | Парагвај               |
| -------- | ---------- | ---------------------- |
|          | (извештај) | Вера 27’ · Риверос 86’ |

| Италија             | 1:1 | Нови Зеланд |
| ------------------- | --- | ----------- |
| Јаквинта 29’ (пен.) |     | Шмелц 7’    |

| Словачка                    | 3:2        | Италија                         |
| --------------------------- | ---------- | ------------------------------- |
| Витек 25’ 73’ · Копунек 89’ | (извештај) | Ди Натале 81’ · Кваљарела 90+2’ |

| Парагвај | 0:0        | Нови Зеланд |
| -------- | ---------- | ----------- |
|          | (извештај) |             |

### Група Г
|    | Табела групе Г  | И | Д | Н | И | ДГ | ПГ | ГР  | Бод. |
| -- | --------------- | - | - | - | - | -- | -- | --- | ---- |
| 1. | Бразил          | 3 | 2 | 1 | 0 | 5  | 2  | +3  | 7    |
| 2. | Португал        | 3 | 1 | 2 | 0 | 7  | 0  | +7  | 5    |
| 3. | Обала Слоноваче | 3 | 1 | 1 | 1 | 4  | 3  | +1  | 4    |
| 4. | Северна Кореја  | 3 | 0 | 0 | 3 | 1  | 12 | -11 | 0    |

| Обала Слоноваче | 0:0        | Португал |
| --------------- | ---------- | -------- |
|                 | (извештај) |          |

| Бразил                 | 2:1        | Северна Кореја |
| ---------------------- | ---------- | -------------- |
| Мајкон 55’ · Елано 72’ | (извештај) | Ђи 89’         |

| Бразил                        | 3:1        | Обала Слоноваче |
| ----------------------------- | ---------- | --------------- |
| Фабијано 25’, 50’ · Елано 62’ | (извештај) | Дрогба 79’      |

| Португал                                                                            | 7:0        | Северна Кореја |
| ----------------------------------------------------------------------------------- | ---------- | -------------- |
| Меирелес 29’ · Симао 53’ · Алмеида 56’ · Тиаго 60’, 89’ · Леидсон 81’ · Роналдо 87’ | (извештај) |                |

| Португал | 0:0        | Бразил |
| -------- | ---------- | ------ |
|          | (извештај) |        |

| Северна Кореја | 0:3        | Обала Слоноваче                   |
| -------------- | ---------- | --------------------------------- |
|                | (извештај) | Туре 14’ · Ромарик 20’ · Калу 82’ |

### Група Х
|    | Табела групе Х | И | Д | Н | И | ДГ | ПГ | ГР | Бод. |
| -- | -------------- | - | - | - | - | -- | -- | -- | ---- |
| 1. | Шпанија        | 3 | 2 | 0 | 1 | 4  | 2  | +2 | 6    |
| 2. | Чиле           | 3 | 2 | 0 | 1 | 3  | 2  | +1 | 6    |
| 3. | Швајцарска     | 3 | 1 | 1 | 1 | 1  | 1  | 0  | 4    |
| 4. | Хондурас       | 3 | 0 | 1 | 2 | 0  | 3  | -3 | 1    |

| Хондурас | 0:1        | Чиле        |
| -------- | ---------- | ----------- |
|          | (извештај) | Босежур 34’ |

| Шпанија | 0:1        | Швајцарска    |
| ------- | ---------- | ------------- |
|         | (извештај) | Фернандес 52’ |

| Чиле         | 1:0        | Швајцарска |
| ------------ | ---------- | ---------- |
| Гонзалез 75’ | (извештај) |            |

| Шпанија       | 2:0        | Хондурас |
| ------------- | ---------- | -------- |
| Виља 17’, 51’ | (извештај) |          |

| Чиле      | 1:2        | Шпанија                 |
| --------- | ---------- | ----------------------- |
| Миљар 47’ | (извештај) | Виља 24’ · Инијеста 37’ |

| Швајцарска | 0:0        | Хондурас |
| ---------- | ---------- | -------- |
|            | (извештај) |          |

## Елиминациона фаза
|  | Осмина финала         | Осмина финала        |                       |            | Четвртфинале | Четвртфинале |                  |                  | Полуфинале | Полуфинале |  |  | Финале | Финале |
|  |                       |                      |                       |            |              |              |                  |                  |            |            |  |  |        |        |
|  | 26. јун – Гебеха      |                      |                       |            |              |              |                  |                  |            |            |  |  |        |        |
|  |                       |                      |                       |            |              |              |                  |                  |            |            |  |  |        |        |
|  | Уругвај               | 2                    |                       |            |              |              |                  |                  |            |            |  |  |        |        |
|  | Уругвај               | 2                    | 2. јул – Јоханезбург  |            |              |              |                  |                  |            |            |  |  |        |        |
|  | Јужна Кореја          | 1                    |                       |            |              |              |                  |                  |            |            |  |  |        |        |
|  | Јужна Кореја          | 1                    | Уругвај               | 1 (4 пен.) |              |              |                  |                  |            |            |  |  |        |        |
|  | 26. јун – Рустенбург  |                      | Уругвај               | 1 (4 пен.) |              |              |                  |                  |            |            |  |  |        |        |
|  |                       | Гана                 | 1 (2 пен.)            |            |              |              |                  |                  |            |            |  |  |        |        |
|  | Сједињене Државе      | Гана                 | 1 (2 пен.)            | 1          |              |              |                  |                  |            |            |  |  |        |        |
|  | Сједињене Државе      |                      | 6. јул – Кејптаун     | 1          |              |              |                  |                  |            |            |  |  |        |        |
|  | Гана                  | 2                    |                       |            |              |              |                  |                  |            |            |  |  |        |        |
|  | Гана                  | 2                    | Уругвај               | 2          |              |              |                  |                  |            |            |  |  |        |        |
|  | 28. јун – Дурбан      |                      | Уругвај               | 2          |              |              |                  |                  |            |            |  |  |        |        |
|  |                       | Холандија            | 3                     |            |              |              |                  |                  |            |            |  |  |        |        |
|  | Холандија             | Холандија            | 3                     | 2          |              |              |                  |                  |            |            |  |  |        |        |
|  | Холандија             | 2. јул – Гебеха      |                       | 2          |              |              |                  |                  |            |            |  |  |        |        |
|  | Словачка              | 1                    |                       |            |              |              |                  |                  |            |            |  |  |        |        |
|  | Словачка              | 1                    | Холандија             | 2          |              |              |                  |                  |            |            |  |  |        |        |
|  | 28. јун – Јоханезбург |                      | Холандија             | 2          |              |              |                  |                  |            |            |  |  |        |        |
|  |                       | Бразил               | 1                     |            |              |              |                  |                  |            |            |  |  |        |        |
|  | Бразил                | Бразил               | 1                     | 3          |              |              |                  |                  |            |            |  |  |        |        |
|  | Бразил                |                      | 11. јул – Јоханезбург | 3          |              |              |                  |                  |            |            |  |  |        |        |
|  | Чиле                  | 0                    |                       |            |              |              |                  |                  |            |            |  |  |        |        |
|  | Чиле                  | 0                    | Холандија             | 0          |              |              |                  |                  |            |            |  |  |        |        |
|  | 27. јун – Јоханезбург |                      | Холандија             | 0          |              |              |                  |                  |            |            |  |  |        |        |
|  |                       | Шпанија              | 1(пр)                 |            |              |              |                  |                  |            |            |  |  |        |        |
|  | Аргентина             | Шпанија              | 1(пр)                 | 3          |              |              |                  |                  |            |            |  |  |        |        |
|  | Аргентина             | 3. јул – Кејптаун    |                       | 3          |              |              |                  |                  |            |            |  |  |        |        |
|  | Мексико               | 1                    |                       |            |              |              |                  |                  |            |            |  |  |        |        |
|  | Мексико               | 1                    | Аргентина             | 0          |              |              |                  |                  |            |            |  |  |        |        |
|  | 27. јун – Блумфонтејн |                      | Аргентина             | 0          |              |              |                  |                  |            |            |  |  |        |        |
|  |                       | Немачка              | 4                     |            |              |              |                  |                  |            |            |  |  |        |        |
|  | Немачка               | Немачка              | 4                     | 4          |              |              |                  |                  |            |            |  |  |        |        |
|  | Немачка               |                      | 7. јул – Дурбан       | 4          |              |              |                  |                  |            |            |  |  |        |        |
|  | Енглеска              | 1                    |                       |            |              |              |                  |                  |            |            |  |  |        |        |
|  | Енглеска              | 1                    | Немачка               | 0          |              |              |                  |                  |            |            |  |  |        |        |
|  | 29. јун – Преторија   |                      | Немачка               | 0          |              |              |                  |                  |            |            |  |  |        |        |
|  |                       | Шпанија              | 1                     |            | Треће место  | Треће место  |                  |                  |            |            |  |  |        |        |
|  | Парагвај              | Шпанија              | 1                     | 0 (5 пен.) | Треће место  | Треће место  |                  |                  |            |            |  |  |        |        |
|  | Парагвај              | 3. јул – Јоханезбург | 3. јул – Јоханезбург  | 0 (5 пен.) |              |              | 10. јул – Гебеха | 10. јул – Гебеха |            |            |  |  |        |        |
|  | Јапан                 | 3. јул – Јоханезбург | 3. јул – Јоханезбург  | 0 (3 пен.) |              |              | 10. јул – Гебеха | 10. јул – Гебеха |            |            |  |  |        |        |
|  | Јапан                 | Парагвај             | 0                     | 0 (3 пен.) | Уругвај      | 2            |                  |                  |            |            |  |  |        |        |
|  | 29. јун – Кејптаун    | Парагвај             | 0                     |            | Уругвај      | 2            |                  |                  |            |            |  |  |        |        |
|  |                       | Шпанија              | 1                     |            | Немачка      | 3            |                  |                  |            |            |  |  |        |        |
|  | Шпанија               | Шпанија              | 1                     | 1          | Немачка      | 3            |                  |                  |            |            |  |  |        |        |
|  | Шпанија               |                      |                       | 1          |              |              |                  |                  |            |            |  |  |        |        |
|  | Португал              | 0                    |                       |            |              |              |                  |                  |            |            |  |  |        |        |
|  | Португал              | 0                    |                       |            |              |              |                  |                  |            |            |  |  |        |        |

### Осмина финала
| Уругвај       | 2:1        | Јужна Кореја |
| ------------- | ---------- | ------------ |
| Суарез 8’ 80’ | (извештај) | Ле Ч-Ј 68’   |

| Сједињене Државе   | 1:2 (про.) | Гана                    |
| ------------------ | ---------- | ----------------------- |
| Донован 62’ (пен.) | (извештај) | К. Боутенг 5’ · Жан 93’ |

| Немачка                                   | 4:1        | Енглеска  |
| ----------------------------------------- | ---------- | --------- |
| Клозе 20’ · Подолски 32’ · Милер 67’, 70’ | (извештај) | Апсон 37’ |

| Аргентина                  | 3:1        | Мексико      |
| -------------------------- | ---------- | ------------ |
| Тевез 26’ 52’ · Игваин 33’ | (извештај) | Ернандез 71’ |

| Холандија               | 2:1        | Словачка           |
| ----------------------- | ---------- | ------------------ |
| Робен 18’ · Снајдер 84’ | (извештај) | Витек 90+4’ (пен.) |

| Бразил                                    | 3:0        | Чиле |
| ----------------------------------------- | ---------- | ---- |
| Жуан 35’ · Луис Фабијано 38’ · Робињо 59’ | (извештај) |      |

| Парагвај                                     | 0:0 (про.) | Јапан                          |
| -------------------------------------------- | ---------- | ------------------------------ |
|                                              | (извештај) |                                |
| Пенали                                       |            |                                |
| Барето · Бариос · Риверос · Валдез · Кардозо | 5:3        | Ендо · Хасебе · Комано · Хонда |

| Шпанија  | 1:0        | Португал |
| -------- | ---------- | -------- |
| Виља 63’ | (извештај) |          |

### Четвртфинале
| Холандија        | 2:1        | Бразил     |
| ---------------- | ---------- | ---------- |
| Снајдер 53’, 68’ | (извештај) | Робињо 10’ |

| Уругвај                                      | 1:1 (про.) | Гана                          |
| -------------------------------------------- | ---------- | ----------------------------- |
| Форлан 55’                                   | (извештај) | 45+2’ Мунтари                 |
| Пенали                                       |            |                               |
| Форлан · Викторино · Скоти · Переира · Абреу | 4:2        | Жан · Апија · Менса · Адијија |

| Аргентина | 0:4        | Немачка                                 |
| --------- | ---------- | --------------------------------------- |
|           | (извештај) | Милер 3’ · Клозе 68’, 89’ · Фридрих 74’ |

| Парагвај | 0:1        | Шпанија  |
| -------- | ---------- | -------- |
|          | (извештај) | Виља 83’ |

### Полуфинале
| Уругвај                    | 2:3        | Холандија                                    |
| -------------------------- | ---------- | -------------------------------------------- |
| Форлан 41’ · Переира 90+2’ | (извештај) | ван Бронкхорст 18’ · Снајдер 70’ · Робен 73’ |

| Немачка | 0:1        | Шпанија   |
| ------- | ---------- | --------- |
|         | (извештај) | Пујол 73’ |

### За 3. место
| Уругвај                 | 2:3        | Немачка                             |
| ----------------------- | ---------- | ----------------------------------- |
| Кавани 28’ · Форлан 51’ | (извештај) | Милер 19’ · Јансен 56’ · Хедира 82’ |

### Финале
| Холандија | 0:1 (про.) | Шпанија       |
| --------- | ---------- | ------------- |
|           | (извештај) | Инијеста 116’ |

## Награде
| Победник Светског првенства 2010. |
| Шпанија Прва титула               |

| Добитник златне копачке: | Добитник златне лопте: | Најбољи голман: | Најбољи млади играч: | Добитник ФИФА фер плеј пехара: |
| ------------------------ | ---------------------- | --------------- | -------------------- | ------------------------------ |
| Томас Милер              | Дијего Форлан          | Икер Касиљас    | Томас Милер          | Шпанија                        |

## Коначни пласман учесника
Сва 32 тима су рангирана на основу критеријума која су коришћена и на претходном Светском првенству 2006.
| Прво место Друго место Треће место Четврто место | Од 5. до 8. места Од 9. до 16. места Од 17. до 32. места |

| Поз                         | Тим             | Г | ИГ | П | Н | И | ГД | ГП | ГР  | Бод. |
| --------------------------- | --------------- | - | -- | - | - | - | -- | -- | --- | ---- |
| Финале                      |                 |   |    |   |   |   |    |    |     |      |
| 1                           | Шпанија         | Х | 7  | 6 | 0 | 1 | 8  | 2  | +6  | 18   |
| 2                           | Холандија       | Е | 7  | 6 | 0 | 1 | 12 | 6  | +6  | 18   |
| Елиминисани у полуфиналу    |                 |   |    |   |   |   |    |    |     |      |
| 3                           | Немачка         | Д | 7  | 5 | 0 | 2 | 16 | 5  | +11 | 15   |
| 4                           | Уругвај         | А | 7  | 3 | 2 | 2 | 11 | 8  | +3  | 11   |
| Елиминисани у четвртфиналу  |                 |   |    |   |   |   |    |    |     |      |
| 5                           | Аргентина       | Б | 5  | 4 | 0 | 1 | 10 | 6  | +4  | 12   |
| 6                           | Бразил          | Г | 5  | 3 | 1 | 1 | 9  | 4  | +5  | 10   |
| 7                           | Гана            | Д | 5  | 2 | 2 | 1 | 5  | 4  | +1  | 8    |
| 8                           | Парагвај        | Ф | 5  | 1 | 3 | 1 | 3  | 2  | +1  | 6    |
| Елиминисани у осмини финала |                 |   |    |   |   |   |    |    |     |      |
| 9                           | Јапан           | Е | 4  | 2 | 1 | 1 | 4  | 2  | +2  | 7    |
| 10                          | Чиле            | Х | 4  | 2 | 0 | 2 | 3  | 5  | −2  | 6    |
| 11                          | Португал        | Г | 4  | 1 | 2 | 1 | 7  | 1  | +6  | 5    |
| 12                          | САД             | Ц | 4  | 1 | 2 | 1 | 5  | 5  | 0   | 5    |
| 13                          | Енглеска        | Ц | 4  | 1 | 2 | 1 | 3  | 5  | −2  | 5    |
| 14                          | Мексико         | А | 4  | 1 | 1 | 2 | 4  | 5  | −1  | 4    |
| 15                          | Јужна Кореја    | Б | 4  | 1 | 1 | 2 | 6  | 8  | −2  | 4    |
| 16                          | Словачка        | Ф | 4  | 1 | 1 | 2 | 5  | 7  | −2  | 4    |
| Елиминисани у групној фази  |                 |   |    |   |   |   |    |    |     |      |
| 17                          | Обала Слоноваче | Г | 3  | 1 | 1 | 1 | 4  | 3  | +1  | 4    |
| 18                          | Словенија       | Ц | 3  | 1 | 1 | 1 | 3  | 3  | 0   | 4    |
| 19                          | Швајцарска      | Х | 3  | 1 | 1 | 1 | 1  | 1  | 0   | 4    |
| 20                          | Јужна Африка    | А | 3  | 1 | 1 | 1 | 3  | 5  | −2  | 4    |
| 21                          | Аустралија      | Д | 3  | 1 | 1 | 1 | 3  | 6  | −3  | 4    |
| 22                          | Нови Зеланд     | Ф | 3  | 0 | 3 | 0 | 2  | 2  | 0   | 3    |
| 23                          | Србија          | Д | 3  | 1 | 0 | 2 | 2  | 3  | −1  | 3    |
| 24                          | Данска          | Е | 3  | 1 | 0 | 2 | 3  | 6  | −3  | 3    |
| 25                          | Грчка           | Б | 3  | 1 | 0 | 2 | 2  | 5  | −3  | 3    |
| 26                          | Италија         | Ф | 3  | 0 | 2 | 1 | 4  | 5  | −1  | 2    |
| 27                          | Нигерија        | Б | 3  | 0 | 1 | 2 | 3  | 5  | −2  | 1    |
| 28                          | Алжир           | Ц | 3  | 0 | 1 | 2 | 0  | 2  | −2  | 1    |
| 29                          | Француска       | А | 3  | 0 | 1 | 2 | 1  | 4  | −3  | 1    |
| 30                          | Хондурас        | Х | 3  | 0 | 1 | 2 | 0  | 3  | −3  | 1    |
| 31                          | Камерун         | Е | 3  | 0 | 0 | 3 | 2  | 5  | −3  | 0    |
| 32                          | Северна Кореја  | Г | 3  | 0 | 0 | 3 | 1  | 12 | −11 | 0    |